# Port lotniczy Yagoua
Port lotniczy Yagoua (IATA: GXX, ICAO: FKKJ) – port lotniczy położony w Yagoua, w Kamerunie. 